# Tomáš Parma
Tomáš Parma (* 12. května 1971, Brno) je český církevní historik a překladatel, působící na Cyrilometodějské teologické fakultě UP.

## Stručný životopis
Po gymnaziálních studiích absolvoval nejprve studium historie a archivnictví na Filosofické fakultě Masarykovy univerzity v Brně (1994), následně bakalaureát z teologie na Papežské lateránské univerzitě (2003) a absolutorium katolické teologie na Cyrilometodějské teologické fakultě UP (2005). V roce 2010 získal doktorát na Historickém ústavu Filosofické fakulty Masarykovy univerzity v Brně. Roku 2016 získal titul Licenciát teologie na Cyrilometodějské teologické fakultě UP, v roce 2019 doktorát z praktické teologie tamtéž. V červnu roku 2021 úspěšně prošel habilitačním řízením na téže fakultě.
Od roku 2004 vyučuje církevní dějiny na Cyrilometodějské teologické fakultě UP. Jeho odborným zájmem jsou dějiny moravské církve v raném novověku, zejména postava olomouckého biskupa Františka kardinála Dietrichsteina.

## Dílo
- PARMA, Tomáš. František kardinál Dietrichstein a jeho vztahy k římské kurii. Prostředky a metody politické komunikace ve službách moravské církve. Brno: Matice moravská, 2011. 636 s. ISBN 978-80-86488-88-2.
- Dal Bohemicum al Nepomuceno. La cultura ceca e la formazione sacerdotale in un contesto di scontri nazionalisti e di coesistenza. Příprava vydání Tomáš Parma. Olomouc: [s.n.], 2011. ISBN 978-80-244-2644-0.
- Česká kolej v Římě : od Bohemica k Nepomucenu: 130 let existence české kulturní a vzdělávací instituce. Příprava vydání Tomáš Parma. Kostelní Vydří: Karmelitánské nakladatelství, 2014. ISBN 978-80-7195-778-2.
- PARMA, Tomáš. Rytíři, dámy a poutníci. Dějiny a současnost Rytířského řádu Božího hrobu jeruzalémského a jeho působení v českých zemích. 1. vyd. Olomouc: Vydavatelství FF UP, 2020. 432 s. (Knihovna Řádu Božího hrobu; sv. 2). ISBN 978-80-88278-52-8.

### Překlady
- Po stopách kapucínských svatých. Kapucínský kalendář svatých, blahoslavených, ctihodných a služebníků Božích. Redakce Cargnoni, Costanzo; překlad Tomáš Parma. Kostelní Vydří: Karmelitánské nakladatelství, 2007. ISBN 978-80-7195-025-7.
- DE LUBAC, Henri. Meditace o církvi. Překlad Tomáš Parma. Kostelní Vydří: Karmelitánské nakladatelství, 2010. ISBN 978-80-7195-120-9.
- NICOLAS, Jean-Hervé. Syntéza dogmatické teologie III. Církev a svátosti. Překlad Tomáš Parma - Markéta Štěpánková. Praha: Krystal OP, 2019. ISBN 978-80-7575-065-5.